# Zeyko
Zeyko war ein großer Marken-Küchenhersteller und bestand als Familienunternehmen von 1970 bis 2020. Zeyko produzierte in Althengstett und Mönchweiler und gehörte neben den Marken Bulthaup, Poggenpohl, SieMatic und Leicht zu den großen Anbietern von Küchen in Deutschland.

## Geschichte

### Die Gründung
Zeyko entstand 1970 aus der Fusion der Firma Schwarzwälder Küchenmöbelfabrik in Peterzell und der Firma Eugen Zeyher in Althengstett. Aus den ersten beiden Buchstaben der Familiennamen entstand die Marke „Zeyko“.
Inhaber der Schwarzwälder Küchenmöbelfabrik war die Familie Kopp. Sie blickte in der Holzverarbeitung auf eine Tradition bis ins 18. Jahrhundert zurück. 1901 gründete Wendelin Kopp in Hardt eine Schreinerei. 1933 entstand in Peterzell bei St. Georgen die Schwarzwälder Küchenmöbelfabrik. Mitinhaber waren seine Söhne Franz, Georg und Wendelin. 1970 beschäftigten sie 280 Arbeitnehmer und erzielten einen Umsatz von 16 Mio. DM.
Die Firma Eugen Zeyher wurde 1934 in Endersbach gegründet. 1936 zog sie mit 10 Beschäftigten in ein Fabrikgebäude in Althengstett. Es wurden Universalschränke sowie Küchenbuffets in Naturholz und Schleiflack gefertigt. Im Jahre 1970 wurde ein Umsatz von 11,5 Mio. DM mit 140 Arbeitnehmern erzielt.
Am 1. April 1970 schlossen sich beide Unternehmen zur Schwarzwälder Küchenmöbelwerke GmbH Kopp & Zeyher zusammen.

### Die Expansion
Bereits im Fusionsjahr 1970 gab es die ersten Exportaktivitäten nach Frankreich und Benelux, 1984 nach Japan und 1990 in die USA. 1976 fiel der Startschuss für die Planung des Werkes in Mönchweiler, das zwischen 1981 und 1988 in drei Baustufen gebaut wurde. 1993 fand die Einweihung eines Bürogebäudes in Mönchweiler statt. Erst 1994 nahm das Unternehmen seine Marke “Zeyko” in die Firmierung mit auf und hieß nunmehr Zeyko GmbH Kopp & Zeyher.
Am erfolgreichsten war das Unternehmen Anfang der 1990er Jahre. Im Jahr 1994 wurde mit 500 Arbeitnehmern noch ein Umsatz von 127 Mio. DM erzielt.

### Der Niedergang
1997 betrug der Umsatz nur noch 95 Mio. DM. Das Unternehmen verlor Marktanteile an Hersteller von preisgünstigen Küchen. Die Qualität und das Design dieser Billigprodukte war stark verbessert. Zeyko gelang es nicht, seine Produkte gegenüber den Billigangeboten abzugrenzen. Im Gegenteil, Zeyko startete nun selbst ein preiswertes Küchenprogramm, mit dem es sich am Markt nicht durchsetzen konnte. Die in den 90er Jahren einsetzende Krise der ganzen Möbelbranche wirkte sich für Zeyko besonders negativ aus, weil die beiden Gesellschafterstämme Kopp und Zeyher, die je 50 Prozent der Geschäftsanteile hielten, in Streit gerieten.
Die Geschäftsleitung reagierte auf die Krise nur mit Kosteneinsparungen. Personal wurde abgebaut. Das Produktionswerk in Althengstett wurde geschlossen und die Produktion in Mönchweiler konzentriert. Der Fuhrpark wurde stillgelegt und Produktionen fremdvergeben. Das Outsourcing brachte jedoch keinen Erfolg. Im Gegenteil, es entstanden deutlich höhere Kosten.

### Der erste Insolvenzverfahren
Am 17. September 1998 beantragte Zeyko beim Amtsgericht Calw die Eröffnung des gerichtlichen Vergleichsverfahrens zur Abwendung des Konkurses. Zum Vergleichsverwalter bestellte das Gericht den Stuttgarter Rechtsanwalt Volker Grub, der das Verfahren zusammen mit Rechtsanwalt Wolfgang Bilgery betreute.
Der öffentliche Aufschrei in Mönchweiler war groß; dort war Zeyko der größte Arbeitgeber. Die angebotene Vergleichsquote von 35 Prozent konnte das Unternehmen nicht erbringen. Deshalb eröffnete das Amtsgericht Calw am 2. Dezember 1998 das Konkursverfahren. Grub wurde auch als Konkursverwalter bestellt.
Zeyko beschäftigte bei Vergleichsantrag 18 Auszubildende und 378 Arbeitnehmer, davon 298 in Mönchweiler und nur noch 89 in Althengstett, da dort die Produktion bereits geschlossen war. In den ersten acht Monaten des Jahres 1998 musste das Unternehmen bei einem Umsatz von 55 Mio. DM einen Verlust von 12 Mio. DM hinnehmen.
Die Sanierungsplanung, die Grub zusammen mit der Unternehmensberatung Budde und Berger aus Beilstein erstellte und umsetzte, sah einschneidende Maßnahmen vor:
- Aufgabe des Marktes in USA
- Reduzierung der Märkte Frankreich und Großbritannien
- Aufgabe des kostengünstigen Küchenprogramms „Basic“, das dem Image von Zeyko besonders schadete
- Reduzierung der Belegschaft auf 177 Arbeitnehmer. (In gleicher Weise reagierte der Wettbewerber Alno, Pfullendorf, der 350 Beschäftigte entließ.)[6]
- Erhöhung der wöchentlichen Arbeitszeit von 35 auf 40 Stunden, ohne Lohnausgleich
- Zahlung von Urlaubs- und Weihnachtsgeld nur aus Gewinnen

### Übernahme durch La Cour
Zunächst zeigten Wettbewerber Interesse an einer Übernahme des Unternehmens aus dem Konkurs. Auch die Politik machte sich für den Erhalt der Arbeitsplätze in Mönchweiler stark. Der damalige Ministerpräsident Baden-Württembergs Erwin Teufel sprach persönlich mit einem der ernsthafteren Interessenten, Wolfgang Kopp, einem Mitgesellschafter von Zeyko. Das Land Baden-Württemberg sollte für ihn eine Landesbürgschaft in Höhe von 4 Mio. DM erbringen.
Am Ende der Übernahmeverhandlungen gab es nur noch das Angebot des Dänen Johannes La Cour, Inhaber der Schweinfurter Melaplast GmbH und dem Küchenmöbelhersteller Allmilmö Zeiler Möbelwerk GmbH & Co. KG in Zeil am Main. Er gründete die Auffanggesellschaft Zeyko Möbelwerk GmbH & Co. KG. Mit dieser kaufte er die Assets einschließlich der Marken „Zeyko“ und übernahm zum 1. April 1999 den Standort in Mönchweiler mit 100 Arbeitnehmern. Weitere 30 Arbeitnehmer erhielten ein befristetes Arbeitsverhältnis. 47 Arbeitnehmer wurden gekündigt.
La Cour hatte Allmilmö im Juli 1997 ebenfalls aus einem Konkursverfahren erworben und erfolgreich saniert. Die Kooperation zwischen Allmilmö und Zeyko sollte Kosten sparen und die Produkte ergänzten sich. Die Küchen von Allmilmö standen für designte, lackierte Küchenfronten, während Zeyko-Küchen im Landhausstil gestaltet waren.
Zeyko beschäftigte in Mönchweiler noch 107 Arbeitnehmer und bestand 18 Jahre erfolgreich fort.

### Das zweite Insolvenzverfahren
Die Zeyko Möbelwerk GmbH & Co. KG stellte am 23. Februar 2017 beim Amtsgericht Bamberg Insolvenzantrag. Zum Insolvenzverwalter wurde der Nürnberger Rechtsanwalt Hubert Ampferl bestellt.
Nach Eröffnung des Insolvenzverfahrens am 1. Mai 2017 gelang es ihm, das Unternehmen erfolgreich fortzuführen. Die Belegschaft wurde um 25 Mitarbeiter reduziert. Mit Wirkung zum 1. September veräußerte Hubert Ampferl den Geschäftsbetrieb von Zeyko an die mittelständische Unternehmensgruppe von Manfred Bartl aus Ingolstadt im Wege eines Assetdeals. Bartl gehörte die Trendstore shop creation GmbH mit Sitz in Greding, ein Ladenbauunternehmen mit 135 Arbeitnehmern, sowie die BES Brunold Holz und Design Manufaktur GmbH mit Sitz in Schwandorf, ein kleines Unternehmen für den Innenausbau von Villen und Hotels mit 30 Arbeitnehmern. Bartl gründete für die Übernahme die Firma BES zeyko Küchenmanufaktur GmbH mit Sitz in Mönchweiler.

### Unter Manfred Bartl
Die neue BES zeyko Küchenmanufaktur erzielte 2018 noch einen Umsatz von 8,5 Mio. € und beschäftigte 65 Arbeitnehmer. Die Restrukturierung gelang Bartl nicht. Die erhofften Synergieeffekte zwischen den drei Unternehmen seiner Gruppe kamen nicht zu Stande. Eine nicht ausreichende Kapitalbasis führte zu Zahlungsschwierigkeiten und zu Stockungen in der Materialversorgung. Küchen wurden mangelhaft und unvollständig ausgeliefert. Selbst die Mietzahlungen für das Fabrikanwesen in Mönchweiler kamen in Rückstand, sodass die Vermieterin das Mietverhältnis bereits am 13. Juni 2019 kündigte.

### Das dritte Insolvenzverfahren
Am 29. November 2019 beantragte die BES zeyko Küchenmanufaktur GmbH beim Amtsgericht Villingen-Schwenningen die Eröffnung eines Insolvenzverfahrens. Zum Insolvenzverwalter wurde der Stuttgarter Rechtsanwalt Philipp Grub bestellt.
Der Insolvenzverwalter sah keine Möglichkeit, den Geschäftsbetrieb aufrechtzuerhalten. Die Produktion war bei Antragstellung bereits fast vollständig zum Erliegen gekommen. Das Mietverhältnis war gekündigt. Neue Geschäftsräume hätten gefunden und eingerichtet werden müssen. Zudem war der Maschinenpark veraltet. Über die Marken „Zeyko“ konnte Grub nicht verfügen. Diese hatte Bartl einer anderen Gesellschaft seiner Unternehmensgruppe zugeordnet. Der Geschäftsbetrieb des Unternehmens wurde daher 2020 vollständig eingestellt.